# لهريرات (الرياحنة ايغود هل سوس)
لهريرات هو دُوَّار يقع بجماعة إيغود، إقليم اليوسفية، جهة مراكش آسفي في المملكة المغربية. ينتمي الدوّار لمشيخة الرياحنة ايغود هل سوس التي تضم 20 دواوير. يقدر عدد سكانه بـ 116 نسمة حسب الإحصاء الرسمي للسكان والسكنى لسنة 2004.

## روابط خارجية
- البوابة الوطنية للجماعات الترابية نسخة محفوظة 12 مارس 2018 على موقع واي باك مشين.
- المندوبية السامية للتخطيط